# David Casamitjana
David Casamitjana Cabestany (Castellnou de Seana, Lérida, 17 de mayo de 1932-Manresa, 17 de agosto de 2021) fue un futbolista español que se desempeñaba como centrocampista.

## Clubes
| Club        | País   | Año       |
| ----------- | ------ | --------- |
| RCD Español | España | 1953-1958 |
| Real Oviedo | España | 1958-1960 |